# Бюро государственной безопасности (ЮАР)
Бюро государственной безопасности (африк. Buro vir Staatsveiligheid), в английском написании Bureau of State Security, отсюда утвердившаяся в мировых СМИ аббревиатура BOSS, БОСС — спецслужба Южно-Африканской Республики эпохи апартеида. Создана правительством Балтазара (Джона) Форстера под руководством генерала полиции ЮАР Хендрика ван ден Берга. В сферу деятельности Бюро государственной безопасности ЮАР входили разведка, контрразведка, политический сыск и специальные операции для обеспечения государственной безопасности режима апартеида. Международным сообществом сотрудники Бюро подозревались в организации политических убийств. Парламентскими слушаниями 1978-79 гг. Была установлена причастность сотрудников Бюро к политическому коррупционному скандалу Мюльдера (Мюльдергейт). С 1979 г. правительством Питера Боты Бюро безопасности ЮАР переформировано в Службу национальной разведки ЮАР.

## Решение
Летом 1968 г. правительство ЮАР под руководством премьера Балтазара Форстера приняло решение создать новую централизованную спецслужбу, отвечающую за внутреннюю безопасность в стране, разведку и контрразведку. Проект формирования новой спецслужбы премьер поручил давнему соратнику и убеждённому ультраправому расисту, начальнику Управления безопасности Министерства полиции ЮАР Хендрику ван ден Бергу. Тесная связь Форстера и генерала ван ден Берга со времён Оссевабрандваг определила тот факт, что новое ведомство оказалось в прямом подчинении премьер-министра и вне системы полиции ЮАР.

## Статус
Бюро государственной безопасности официально сформировано в системе исполнительной власти ЮАР 19 мая 1969 г. и получило постоянный законный статус в 1972 г. по Закону N 64 о безопасности ЮАР.
Правовой основой для новой спецслужбы стали поправки к Законам об общественной безопасности ЮАР и о финансировании служб безопасности ЮАР. Штат комплектовался из сотрудников управления безопасности Министерства полиции ЮАР и Управления военной разведки Министерства обороны ЮАР.
Официально перед новым ведомством безопасности ставились следующие задачи:
- выявление угроз безопасности ЮАР
- оперативная реализация решений по обеспечению безопасности ЮАР
- анализ вопросов безопасности государства ЮАР
- отчёты правительству и премьеру ЮАР
- информирование правительственных органов ЮАР по вопросам безопасности

Вторая установка давала максимальные возможности для расширительного толкования полномочий.
В рамках отдельного законодательного акта с 1969 г. сотрудники Бюро получили иммунитет от процессуальных судебных действий и от проверок секретной документации и методов работы со стороны Комиссии госслужбы ЮАР. Такое положение являлось исключительным в государственной системе ЮАР.
В 1970 г. бюджетные ассигнования Бюро безопасности составили более чем 5,3 млн рандов, причём расширение фондов шло за счёт урезания ассигнований на военную разведку Министерства обороны. Политическое влияние и полномочия Бюро также были шире, чем у разведки Министерства обороны, что приводило к политическим конфликтам. Личные отношения генерала ван ден Берга с министром обороны Питером Ботой характеризовались политической конкуренцией и взаимной неприязнью.

## Деятельность
Бюро безопасности ЮАР обеспечивало силовую борьбу и противодействие национально-освободительным движения и противникам режима апартеида: либеральной англоязычной оппозиции, Африканского национального конгресса и его боевой организации, Компартии ЮАР и национально-освободительного движения Намибии СВАПО — для чего применялись различные методы, вплоть до политических убийств. В отличие от действий полиции, секретная деятельность Бюро безопасности официально не признавалась правительством ЮАР, однако косвенно факты убийств подтверждал и сам генерал ван ден Берг: «У меня достаточно людей, которые убьют по моему приказу».
В деятельности Бюро проявлялась ориентация генерала ван ден Берга и премьера Форстера на «бурские» идеологические принципы, выраженные в программе Национальной партии ЮАР:
- официальный расизм и поддержка государственной политики апартеида
- национальное превосходство африканеров в виде правления Национальной партии
- антикоммунизм и антилиберализм
- приоритетное отстаивание интересов социальной базы Национальной партии, прежде всего белых фермеров

Идеология и практика работы Бюро придали структуре одиозный имидж. В СССР Бюро государственной безопасности ЮАР называли «бурским гестапо».
С 1975 г. важным направлением для правительства Форстера стала борьба с просоветскими марксистскими режимами МПЛА в Анголе и ФРЕЛИМО в Мозамбике («прифронтовыми государствами»). Действия Бюро являлись элементом участия в гражданской войне в Анголе (генерал ван ден Берг и премьер Форстер были противниками широкомасштабного военного вмешательства). В 1981 г. для допросов сотрудниками полиции в распоряжение Бюро был передан советский прапорщик Николай Пестрецов (специалист автовзвода ФАПЛА), взятый в плен войсками ЮАР в Анголе в ходе операции «Протея».

## Правительственный скандал 1978 г
С 1972 г. Бюро безопасности оказывало поддержку проекту Министерства информации ЮАР по улучшению международного имиджа страны и правительства Форстера. Главным партнёром на этом направлении был секретарь Министерства информации Эшель Руди, который осуществлял лоббирование режима апартеида в странах Запада.
В ходе пропагандистской кампании оказывалась поддержка многим африканским и иностранным изданиям, была учреждена лояльная правительству англоязычная газета Гражданин (The Citizen), устанавливались контакты с иностранными политиками, бизнесменами, общественными деятелями, спортивными функционерами. При этом проводились операции по дискредитации противников апартеида — например, сбор материалов о гомосексуальных наклонностях лидера Либеральной партии Джереми Торпа с целью вывода из политики.
В 1977 г. разразился крупнейший политический скандал по фактам коррупции и нецелевого расходования средств в Министерстве информации ЮАР (Мюльдергейт), приведший к отставке премьера Форстера. В июне 1978 г., Александр Фанвейк сменил генерала ван ден Берга на посту директора Бюро безопасности. В ноябре новый премьер ЮАР П. Бота (ранее министр обороны) утвердил постановление, в соответствии с которым Бюро безопасности ставилось под контроль Министерства обороны и Правительственной комиссии по обороне и разведке. Полномочия ведомства резко ограничились, его политическим привилегиям был положен конец.
Дабы устранить «мафиозные» ассоциации устоявшейся аббревиатуры BOSS, в ходе реформирования правительственной структуры правительство П. Боты переименовало Бюро безопасности ЮАР в Департамент национальной безопасности. Мировая пресса не замедлила выступить с саркастическими замечаниями, поскольку аббревиатура DONS (Department of National Security) на жаргоне обозначала «избиение».

## Упразднение
Новый глава правительства П. Бота иначе, нежели его предшественник, видел роль спецслужб. Подавление «подрывных элементов», карательные меры, создание осведомительских сетей он считал задачами полиции, спецоперации — задачами военной разведки. От службы безопасности Бота требовал аналитических разработок и выработки проектов политических решений. Это требовало создания принципиально новой структуры.
Такой структурой стала сформированная в 1980 г. Служба национальной разведки ЮАР (NIS). Директором премьер Бота назначил 30-летнего искусствоведа и политолога профессора Лукаса Барнарда. NIS сыграла заметную роль в налаживании мирного диалога между режимом апартеида и АНК, что привело к демонтажу апартеида и оказалось непредвиденным последствием.

## В культуре и искусстве
Повседневная деятельность сотрудников Бюро ujcelfhcndtyyjq безопасности ЮАР показана в художественных фильмах «Игра с огнём» (англ. Catch a Fire, 2006) и «Прощай, Бафана» (англ. Goodbye Bafana, 2007). Кроме того, в 1967 году (до даты создания Бюро) в ЮАР был снят шпионский пропагандистский фильм «Кейптаунская афера» (англ. The Cape Town Affair).